# Gråörad fulvetta
Gråörad fulvetta (Fulvetta manipurensis) är en asiatisk fågel i familjen papegojnäbbar inom ordningen tättingar. Den förekommer i bergsskogar från nordöstra Indien till södra Kina och norra Vietnam. IUCN kategoriserar den som livskraftig.

## Utseende
Gråörad fulvetta är en 11–13 cm lång fågel. Den är gråbrun på rygg och stjärt, rostbrun på vingarna med handpennorna kantade i vitt, svart och rostbrunt. Huvudet är grått med bruna längsgående linjer på hjässan, vit strupe med sotstrimmad strupe och gula ögon. Även buken är grå.

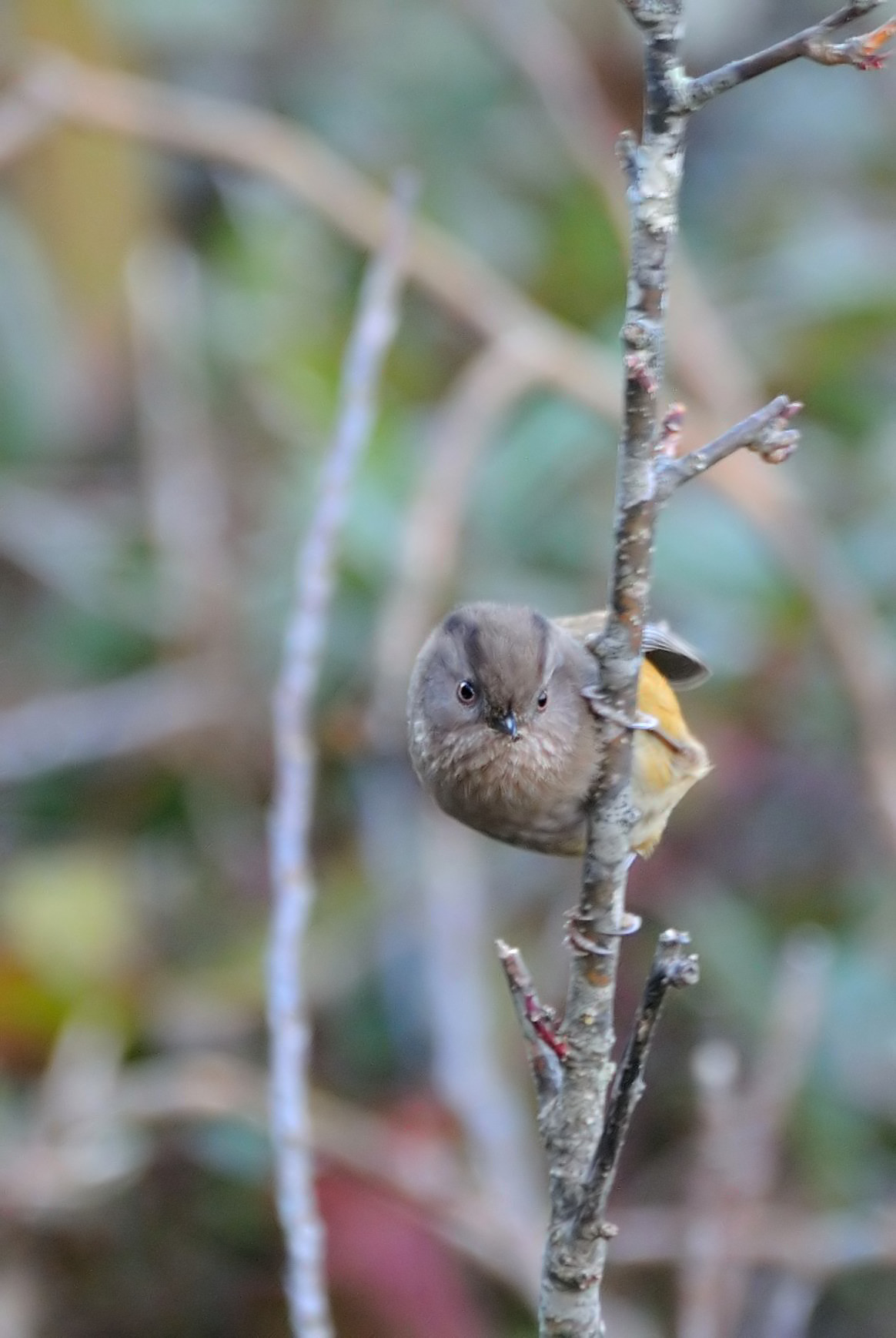

## Utbredning och systematik
Gråörad fulvetta delas upp i två underarter med följande utbredning:
- Fulvetta manipurensis manipurensis – bergsskogar från nordöstra Indien till nordöstra Myanmar och nordvästra Yunnan
- Fulvetta manipurensis tonkinensis – södra Kina (sydöstra Yunnan) till nordvästra Tonkin och nordöstra Laos

Gråörad fulvetta behandlas ibland som underart till gråhuvad fulvetta (Fulvetta cinereiceps).

### Släktes- och familjetillhörighet
Tidigare behandlades fulvettorna som timalior och placerades i släktet Alcippe, men DNA-studier visar att arterna i Alcippe endast är avlägset släkt med varandra, så pass att de numera placeras i flera olika familjer. Fulvettorna är en del av en grupp i övrigt bestående av papegojnäbbarna, den amerikanska arten messmyg, de tidigare cistikolorna i Rhopophilus samt en handfull släkten som tidigare också ansågs vara timalior (Lioparus, Chrysomma, Moupinia och Myzornis). Denna grupp är i sin tur närmast släkt med sylvior i Sylviidae och har tidigare inkluderats i den familjen. Enligt sentida studier skilde sig dock de båda grupperna sig åt för hela cirka 19 miljoner år sedan, varför tongivande International Ornithological Congress (IOC) numera urskilt dem till en egen familj, Paradoxornithidae. Denna linje följs här.

## Status och hot
Arten har ett stort utbredningsområde, men tros minska i antal, dock inte tillräckligt kraftigt för att den ska betraktas som hotad. Internationella naturvårdsunionen IUCN listar arten som livskraftig (LC). Världspopulationen har inte uppskattats men den beskrivs som generellt sparsam till sällsynt, dock lokalt vanlig i Kina och Vietnam.

## Namn
Fulvetta är diminutiv av latinska fulvus, "gulbrun", det vill säga "den lilla gulbruna".